# Botryosphaeria ribis
Botryosphaeria ribis je houba, patogen napadající rostliny, včetně pěstovaných okrasných a ovocných dřevin. Poškozuje velké spektrum rostlinných druhů. Způsobuje odumírání částí rostlin a nezřídka úhyn. EPPO ji uvádí pod označením BOTSRI. Na počátku 21. století byla zaznamenána na Slovensku.

## Rozšíření
Je rozšířena v různých částech světa. V ČR není napadení popisováno.

## Synonyma
Používaná synonyma:
- Botryodiplodia ribis (Fuckel) Petr.
- Botryosphaeria berengeriana De Not.
- Dothiorella ribis (Fuckel) Sacc.
- Podosporium ribis Fuckel

## Podtaxony
Botryosphaeria berengeriana f.sp. piricola - hostitel Pyrus pyrifolia, P. communis, jabloně, Chaenomeles japonica a další. Široce rozšířen.

## Symptomy
Symptomy se liší u různých hostitelů, popis je jen obecné vodítko:
- klejotok (u některých druhů)
- dřevo a kambium pod kůrou může být hnědé až nažloutlé
- kalusy a nekrózy, mělké nekrózy
- v borce starších větvíp černé matné kulovité plodnice s výtrusy
- chloróza, náhlé bezdůvodné vadnutí, žloutnutí listů, náhlé usychání připomínající úžeh
- cévní svazky ucpané myceliem, výseče poškozené tkáně při řezu
- škumpa ocetná a blízké druhy - úhyn, odumírání částí koruny a silných větví
- jabloň - hniloba plodů, nekrózy větví, tvorba kalusů, "rakovina"
- jehličnany - odumírání větví
- zmarlika - vadnutí poté usychání větví, úhyn se symptomy na řezu dřevem
- plody černají nebo hnědnou. První příznaky na plodech jabloní - malé hnědé flíčky nebo skvrny, obvykle s červeným okrajem. Příznaky se nerozvíjí v chladírnách.[4]

## Hostitel
Výčet není úplný:
- Casuarina equisetifolia
- Citrus
- Eucalyptus camaldulensis
- Eucalyptus spp.
- ořešák
- Liquidambar formosana
- Liquidambar styraciflua
- Macadamia integrifolia
- Macadamia tetraphylla
- Jabloň domácí Malus domestica
- Mangifera indica (mango)
- Babelka řezanovitá
- rod topol
- rod mandloň
- broskvoň
- rod pěnišník
- rod rybíz (meruzalka)
- ostružiník, maliník

## Biologie
Botryosphaeria ribis přezimuje v rakovinných nádorech, napadené tkáni nebo v mumifikovaných plodech, ale nikoliv v listech. Přerušení nebo poranění je obvykle pro rozvoj infekci nutné. K infekci dochází během deštivých období.

## Význam
Patogen je považován za stále významnější v průběhu času. Způsobuje choroby jabloní. Vzhledem k tomu, v určitých fázích může velmi snadno zaměněn za moniliózu, nektriovou rakovinu nebo Verticiliové vadnutí (Verticillium albo-atrum) je pravděpodobně běžnější než se obecně myslí. Hojně se vyskytuje na Slovensku, v blízkém pohraničí, vzhledem k častému výskytu na Slovensku lze předpokládat výskyt na Moravě.

## Ochrana
Odstranění napadených částí. Přípravky s obsahem látek captafol, benomyl, captan, difolatan, polyoxin a 8-hydroxyquinoline.